# Dino (album)
Dino è un album discografico del cantante e attore italoamericano Dean Martin, pubblicato dalla Reprise Records nel 1972.

## Il disco
L'album raggiunse la posizione numero 117 nella classifica statunitense Billboard 200, e fu l'ultimo disco di Martin ad entrare in classifica. È stato ristampato in formato CD dalla Hip-O Records nel 2009.

## Accoglienza
| Recensione | Giudizio |
| ---------- | -------- |
| Allmusic   | [ 1 ]    |

La recensione originale apparsa sulla rivista Billboard il 22 gennaio 1972 si focalizzò sulla versione di Martin della canzone di Kris Kristofferson Kiss the World Goodbye, scrivendo che "il brano cresceva in interesse a partire dal secondo o terzo ascolto". William Ruhlmann di Allmusic assegnò al disco due stelle e mezzo su cinque. Ruhlmann scrisse che "i fan di Martin ai quali era piaciuto il suo nuovo sound country-pop avrebbero forse potuto godersi l'album, ma come il titolo generico suggerisce, Dino è un episodio minore".

## Tracce
1. What's Yesterday (Peter Andreoli, Tony Bruno) – 3:17
2. The Small Exception of Me (Tony Hatch, Jackie Trent) – 3:10
3. Just the Other Side of Nowhere (Kris Kristofferson) – 2:20
4. Blue Memories (J. A. Balthrop) – 3:01
5. Guess Who (Jesse Belvin, JoAnne Belvin) – 2:52
6. Party Dolls and Wine (Joe Barnhill) – 2:52
7. I Don't Know What I'm Doing (Balthrop) – 3:03
8. I Can Give You What You Want Now (Carl Belew, Ketti Frings) – 2:15
9. The Right Kind of Woman (Baker Knight) – 2:29
10. Kiss the World Goodbye (Kristofferson) – 3:24

## Formazione
- Dean Martin – voce
- Larry Muhoberac – arrangiamento
- Jimmy Bowen – produzione